# Шарбоннель, Жан-Мишель
Жан-Мишель Шарбоннель (фр. Jean-Michel Charbonnel; род. 25 апреля 1952, Париж) — французский легкоатлет, специалист по бегу на длинные дистанции и марафону. Выступал на профессиональном уровне в 1972—1993 годах, победитель и призёр ряда крупных международных стартов на шоссе, участник летних Олимпийских игр в Москве. Также известен как учёный-социолог.

## Биография
Жан-Мишель Шарбоннель родился 25 апреля 1952 года в Париже, Франция.
Начиная с 1972 года регулярно принимал участие в различных забегах на шоссе, дорожке, пересечённой местности.
В 1976 году в беге на 10 000 метров финишировал четвёртым на чемпионате Франции в Лилле, установив при этом свой личный рекорд в данной дисциплине — 28:48.2 (ручной хронометраж).
Будучи студентом, в 1977 году представлял Францию на Всемирной Универсиаде в Софии, где на дистанции 10 000 метров с результатом 31:34.8 занял 15-е место.
В 1980 году с национальным рекордом 2:12:18 превзошёл всех соперников на марафоне в Льевене. Благодаря этому успешному выступлению удостоился права защищать честь страны на летних Олимпийских играх в Москве — здесь в программе марафона сошёл с дистанции, не показав никакого результата.
В дальнейшем бегал в основном марафоны, неоднократно попадал в десятку сильнейших Парижского марафона, становился призёром других крупных международных стартов. Так, в 1984 году с результатом 2:13:51 выиграл бронзовую медаль на чемпионате Франции по марафону в Шательро.
В 1985 году отметился выступлением на Кубке мира по марафону в Хиросиме, показал на финише 78-й результат.
В 1988 году среди прочего занял 16-е место на Бостонском марафоне (2:15:58).
На Бостонском марафоне 1991 года с результатом 2:15:22 пришёл к финишу 11-м.
В 1992 году занял 27-е место на Нью-Йоркском марафоне (2:20:23), был пятым в Париже (2:12:39).
В 1993 году вновь пробежал Бостон, на сей раз показал время 2:17:44	и занял 19-е место. По окончании сезона завершил спортивную карьеру.
Выпускник Парижского института политических исследований. Впоследствии проявил себя как специалист по конъюнктуре и экономической политике, автор ряда научных работ, доктор социологии.